# Rhamnus sphaerosperma
Rhamnus sphaerosperma är en brakvedsväxtart som beskrevs av Olof Swartz. Rhamnus sphaerosperma ingår i släktet getaplar, och familjen brakvedsväxter.

## Underarter
Arten delas in i följande underarter:
- R. s. longipes
- R. s. mesoamericana
- R. s. polymorpha
- R. s. pubescens

## Bildgalleri

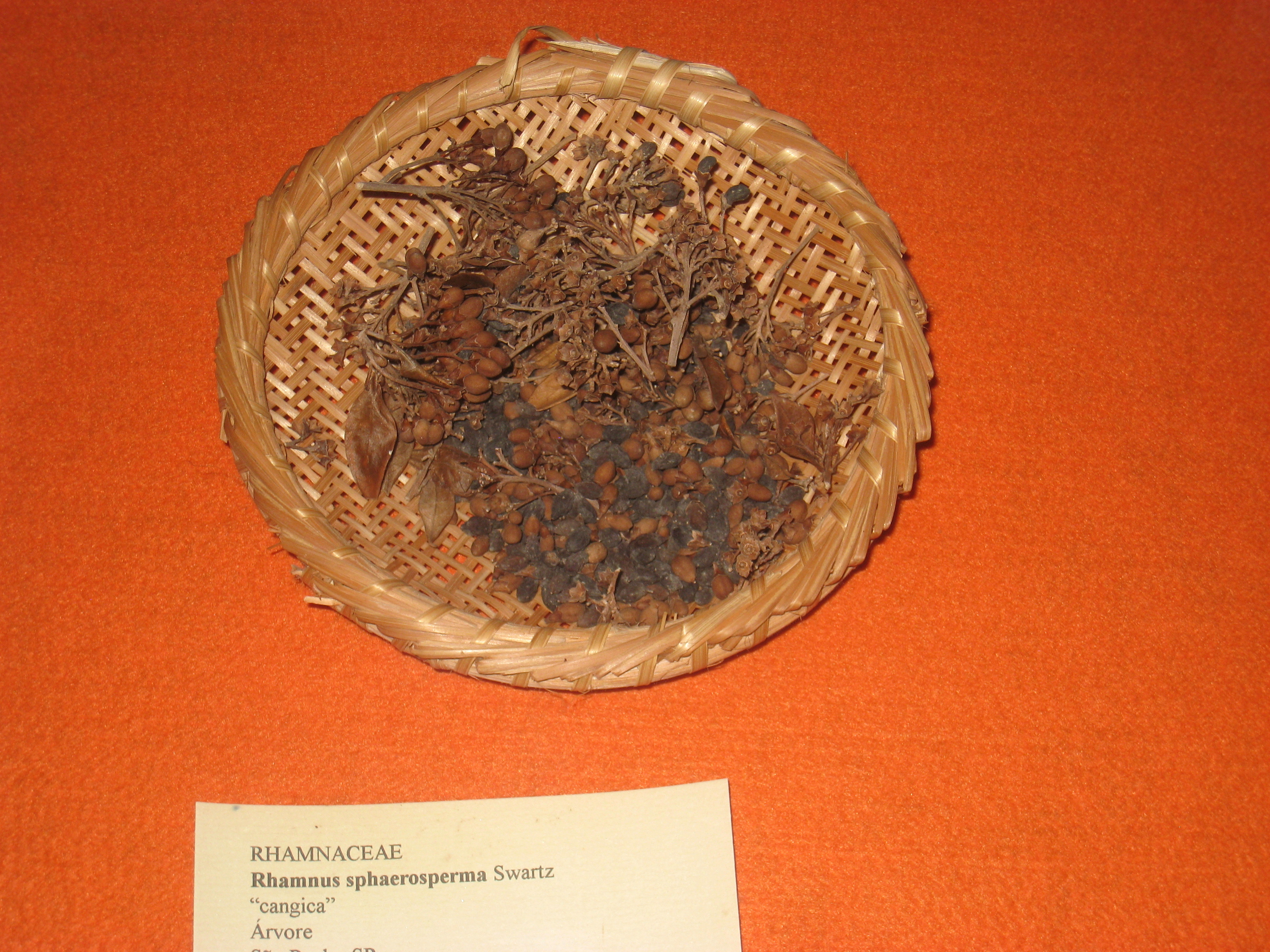